# カール・マント

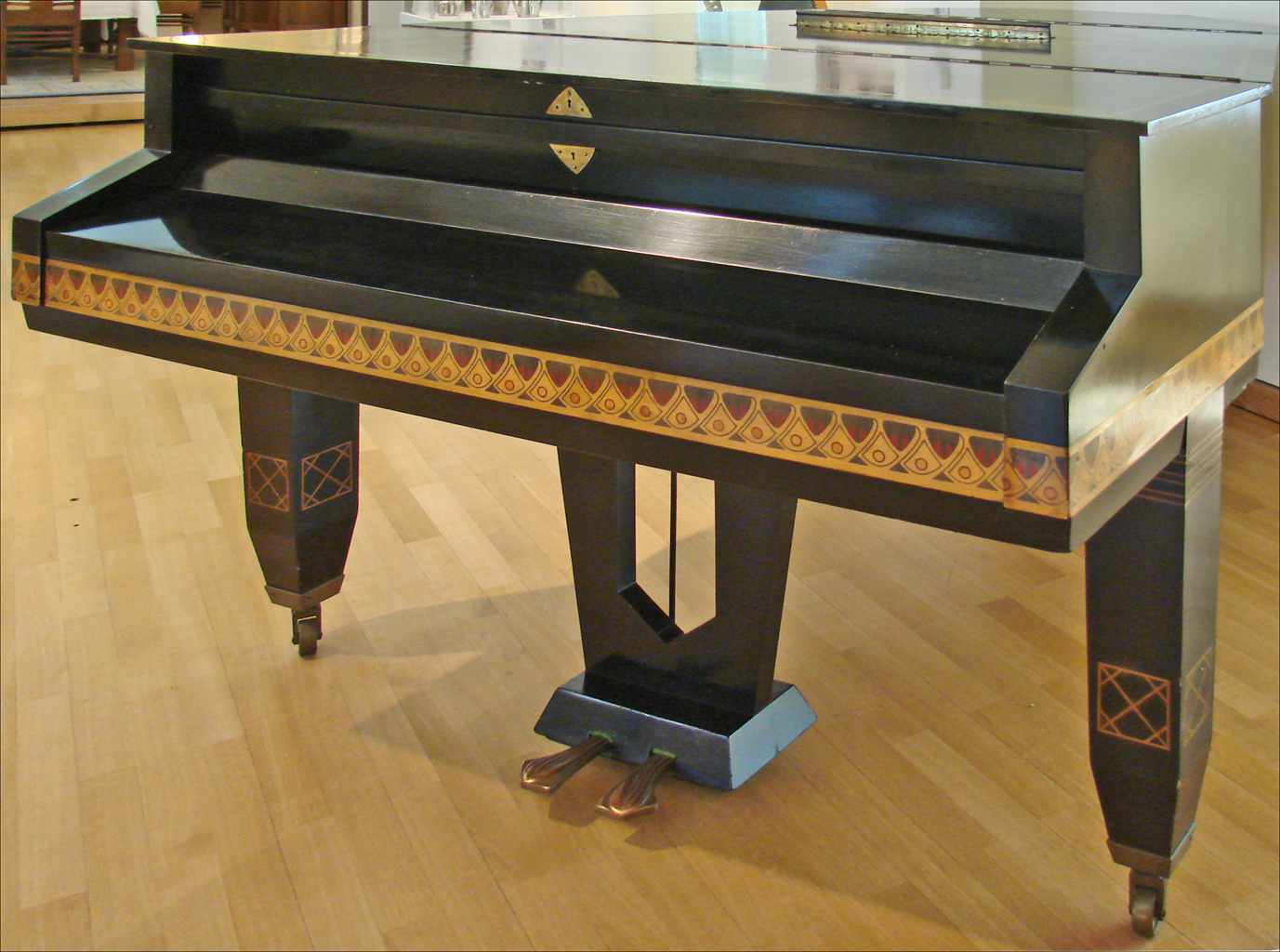
「ヨゼフ・マリア・オルブリッヒによって装飾が施されたグランドピアノ」（1901年）、コブレンツのカール・マントピアノ工場製。

カール・マント（Carl Mand、1811年10月27日 - 1892年8月28日）は、ドイツのピアノ製作者であった。

## 略歴と社史

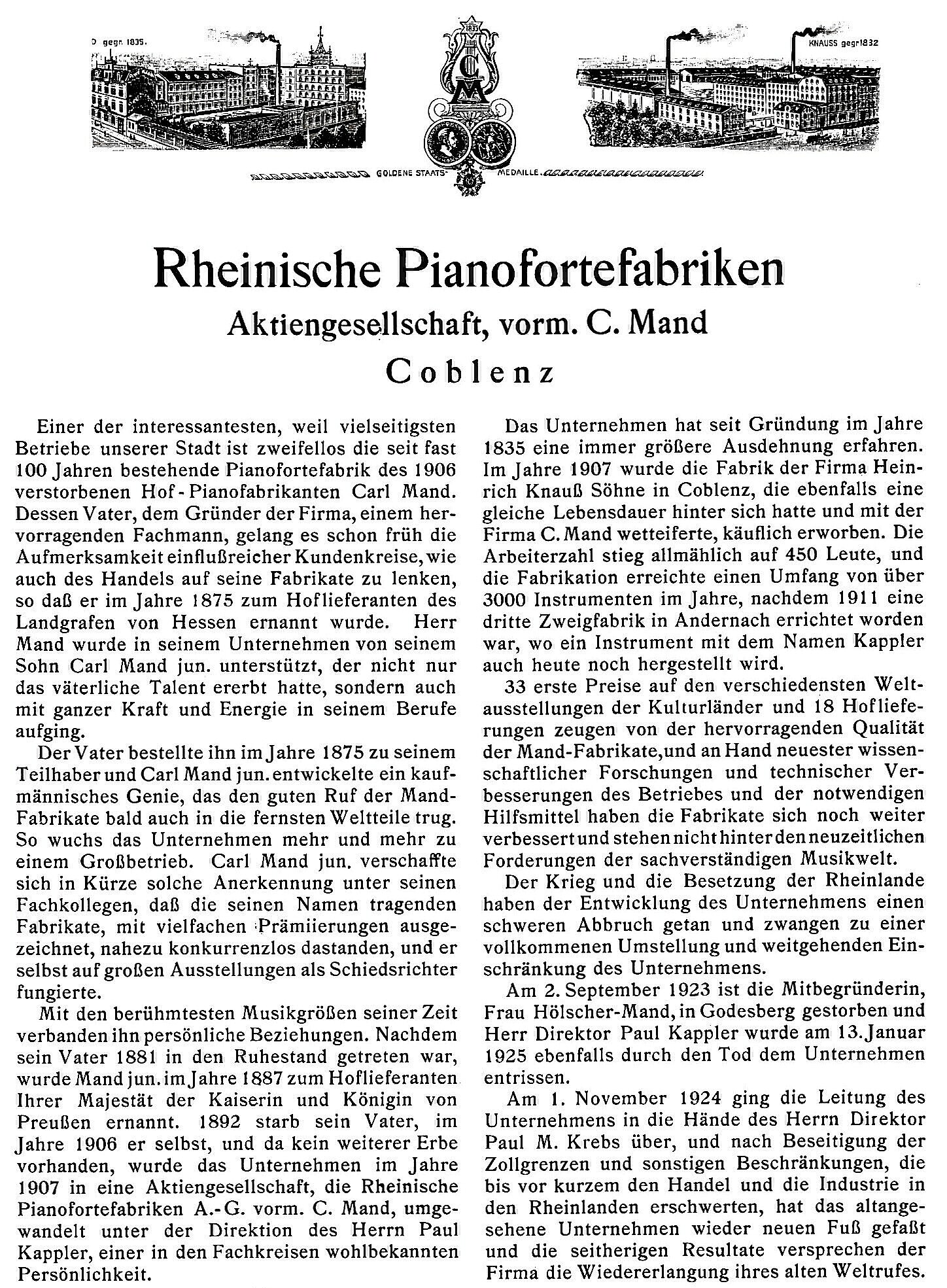
ライン・ピアノ工場AG（Rheinischen Pianofortefabriken AG）の広告（1926年）

カール・マントの経歴に関する情報はわずかである。彼の父はコブレンツ近郊のホルヒハイムの指物師・ワイン醸造家であった。彼の邸宅の近くにベルリンの銀行家メンデルスゾーンの別荘があり、時折フェリックス・メンデルスゾーンが訪れていた。メンデルスゾーン家は最初にカール・マントの兄弟ニコラウス（Nikoraus）にウィーンで音楽とピアノ製作の知識を深めるよう働き掛けた。しかしながら、ニコラウスが病気になると、カールがウィーンへの旅を始めた。カールは1827年か1835年までウィーンでピアノ製作者として働いた。帰郷後、カールはコブレンツで自身のピアノ製造会社を設立し、この会社はその後数十年もの間大きな成功を収めた荒るそのため、マントは宮廷御用達称号を得て、彼の会社を自信を込めて「19年間最高賞のみ（国際博覧会での11の賞を含む）を受賞している世界唯一の工場」と呼んだ。1909年、マントの会社はコブレンツを拠点とするピアノ製作者ハインリッヒ・クラウス（Heinrich Knauß）によって買収され、同年にRheinische Pianofortefabrik AG（ライン・ピアノ工場株式会社）となった。会社は1911年にKapplerによって買収され、1928年に生産が終わった。

## 楽器
カール・マントの現存する楽器の大半は個人によって所有されている。コレクションはエーレンブライトシュタイン城塞にあるコブレンツ州立博物館で維持されている。1900年頃に建築家・デザイナーのヨゼフ・マリア・オルブリッヒによって設計された独特なデザインのグランドピアノは、ベルリン楽器博物館に展示されている。この八角形のマント＝オルブリッヒ・グランドピアノには他のモデルも存在し、入り組んだ装飾を持つ黒色モデルはダルムシュタットのMathildenhöheにある。カール・マントが特許を取得したベル・グランドピアノ（Glockenflügel）およびEckflügelはとりわけ特殊である。これらの特に小型のグランドピアノは場所を節約するために部屋の角に置くことができる。

## 栄誉
- 1965年: コブレンツの工業地域の通りの名:「カール＝マント通り（Carl-Mand-Straße）」
- 様々な御用達称号
- 国際博覧会（万博）での金メダルおよび一等賞